# Сабу Дастагир
Сабу Дастагир (дан. Sabu Dastagir; 27 січня 1924 — 2 грудня 1963) — кіноактор індійського походження, який з часом отримав американське громадянство. Знімався у кіно під іменем Сабу і відомий своїми роботами у фільмах 1930-х-1940-х років, знятих у Великій Британії та США.

## Біографія
Сабу Дастагир народився 27 січня 1924 року в Карапурі, князівство Майсур у Британські Індії. Був сином погонича слонів у махараджі. У шестирічному віці, після смерті батька, сам став погоничем.
У 1937 році, коли Сабу виповнилося 13 років англійські кінематографісти Роберт Флаерті і Золтан Корда вибрали Сабу на головну роль Тоомаї у своєму фільмі «Маленький погонич слонів». У 1938 році відомий продюсер і кінорежисер Александр Корда підписав з Сабу контракт і той разом зі своїм старшим братом-опікуном переїхав до Лондона.
У 1940 році Сабу зіграв головну роль маленького злодюжки Абу в екранізації відомого сюжету з казок «1001 ночі» «Багдадський злодій». Ця робота принесла Сабу широку популярність у світі кіно.
Починаючи з 1942 року Сабу знімався у Голлівуді, зігравши ролі Мауглі у фільмі Золтана Корди «Книга джунглів» (1942), Алі Бен Алі у казці Джона Роулінза «Арабські ночі» (1942), молодого генерала в кінодрамі Майкла Пауелла та Емерика Прессбургера «Чорний нарцис» (1947).
Після отримання у 1944 році американського громадянства служив у Військово-повітряних силах США стрільцем на важких бомбардувальниках Consolidated B-24 Liberator. За хоробрість і мужність при виконання бойових завдань у Тихому океані був нагороджений Хрестом льотних заслуг
Останньою кінороботою Сабу стала роль Рама Сінгха в екранізації роману Яна Ніала «Прогулянка тигра» (1964). Фільм вийшов на екрани вже після раптової смерті актора.

## Особисте життя
З 1948 року до своєї смерті Сабу був одружений з акторкою Мерілін Купер, мав двох дітей.
Помер Сабу Дастагир 2 грудня 1963 року в Лос-Анджелесі від серцевого нападу у віці 39-ти років.

## Вибіркова фільмографія

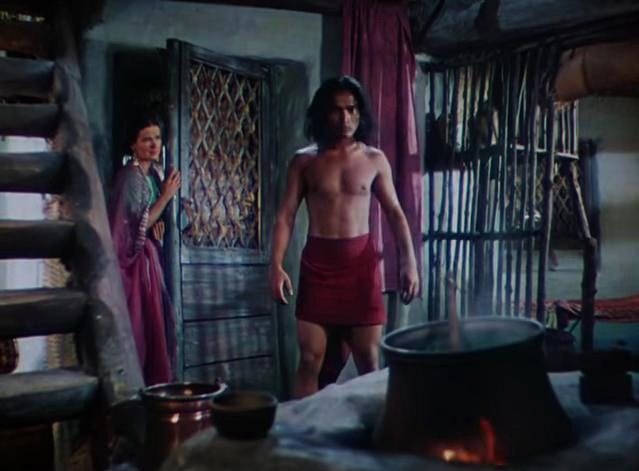
Сабу у фільмі Книга джунглів, 1942

Сабу знявся у 20 ігрових фільмах в Європі та США.
| Рік  | Оригінальна назва         | Назва українською            | Роль                           | Примітки        |
| ---- | ------------------------- | ---------------------------- | ------------------------------ | --------------- |
| 1937 | Маленький погонич слонів  | Elephant Boy                 | Тоомаї                         | Велика Британія |
| 1938 | Барабан                   | The Drum                     | принц Азім                     | Велика Британія |
| 1940 | Багдадський злодій        | The Thief of Bagdad          | Абу                            | Велика Британія |
| 1942 | Арабські ночі             | Arabian Nights               | Алі Бен Алі                    | США             |
| 1942 | Книга джунглів            | Jungle Book                  | Мауглі                         | США             |
| 1943 | Біле рабство              | White Savage                 | Орано                          | США             |
| 1944 | Жінка-кобра               | Cobra Woman                  | Кадо                           | США             |
| 1947 | Кінець річки              | The End of the River         |                                | Велика Британія |
| 1947 | Чорний нарцис             | Black Narcissus              | молодий генерал                | Велика Британія |
| 1951 | Дикі барабани             | Savage Drums                 | Тіпо Тайру, Король-спадкоємець | США             |
| 1960 | Хазяйка світу — Частина 1 | Die Herrin der Welt — Teil I |                                | Франція         |
| 1964 | Прогулянка тигра          | A Tiger Walks                | Рам Сінгх                      | США             |